# Immortal
Immortal je norveški blek metal bend iz Bergena.

## Istorija benda
Bend su 1989. godine osnovali Abat i Demonaz, pa su svoj prvi studijski album Diabolical Fullmoon Mysticism objavili 1992. Demonaz je 1997. zbog povrede ruke napustio bend, te je Abat preuzeo mesto gitariste. Demonaz je i dalje ostao u sastavu benda, za koji piše pesme ali radi i kao menadžer. Par puta je menjan sastav, te su zasad objavili osam studijskih albuma. Za razliku od većine bendova iz drugog talasa norveškog blek metala, u njihovim pesmama nema nikavih religijskih ili političkih ideologija.

## Članovi benda
- Demonas Dum Okulta - gitarista (1990 - 1997), danas menadžer i pisac tekstova za bend
- Apolion - bas gitara (2006-)
- Horg - bubnjar (1996-)

### Bivši članovi
- Jern Indž Tansberg - gitara (1990—1991)
- Abat Dum Okulta - bas-gitara (1991 - 1998), bubnjevi (1993 - 1995), gitara (1998 - 2003, 2006 - 2015), vokali (1991 - 2003, 2006- 2015)
- Iskarija - bas-gitara (1999—2002)
- Serot - bas-gitara (2002—2003)
- Ares - bas-gitara (1998)
- Armageda - bubnjevi (1990—1992)
- Kolgrim - bubnjevi (1992)
- Grim - bubnjevi (1993—1994)

## Albumi
- Diabolical Fullmoon Mysticism (1992)
- Pure Holocaust (1993)
- Battles in the North (1995)
- Blizzard Beasts (1997)
- At the Heart of Winter (1999)
- Damned in Black (2000)
- Sons of Northern Darkness (2002)
- All Shall Fall (2009)
- Northern Chaos Gods (2018)

## Spoljašnje veze
- Službena stranica